# Grypania
A Grypania egy korai, cső alakú fosszília a proterozoikumból. Néhányan az első ismert eukariótának tekintik. Az eukarióta státusza nem teljesen igazolt, lehetett egy óriás baktérium vagy baktériumkolónia is. De a mérete (nagyobb mint egy centiméter), és az egyenletes formája azt sugallja, hogy egy eukarióta alga. A legrégebbi ismert Grypania fosszíliák egy vasbányából származnak Michiganből. A kövületek körülbelül 1,874 milliárd évesek. A legfiatalabb kövületei az ediakarából valók. Ez azt jelenti, hogy e nemzetség 1,2 milliárd évig élt.